# Лапуђу де Жос (Хунедоара)
Лапуђу де Жос (рум. Lăpugiu de Jos) насеље је у Румунији у округу Хунедоара. Oпштина се налази на надморској висини од 257 m.

## Историја
Према државном шематизму православног клира Угарске 1846. године у "Горњем Лапугу" је било 246 породица. Пароси су били поп Никола Петровић и поп Милитон Ардељану.

## Становништво
Према подацима из 2002. године у насељу је живело 1750 становника.

### Попис2002.
| Расподела становништва по националности 2002.‍ | Расподела становништва по националности 2002.‍ | Расподела становништва по националности 2002.‍ | Расподела становништва по националности 2002.‍ | Расподела становништва по националности 2002.‍ |
| --------------------------------------------- | --------------------------------------------- | --------------------------------------------- | --------------------------------------------- | --------------------------------------------- |
|                                               |                                               |                                               |                                               |                                               |
| Румуни                                        | Румуни                                        |                                               | 1.743                                         | 99,7%                                         |
| Мађари                                        | Мађари                                        |                                               | 6                                             | 0,3%                                          |

### Хронологија
| Година       | 1992 | 1993 | 1994 | 1995 | 1996 | 1997 | 1998 | 1999 | 2000 | 2001 | 2002 | 2003 | 2004 | 2005 | 2006 | 2007 | 2008 | 2009 | 2010 | 2011 | 2012 | 2013 | 2014 | 2015 | 2016 | 2017 |
| ------------ | ---- | ---- | ---- | ---- | ---- | ---- | ---- | ---- | ---- | ---- | ---- | ---- | ---- | ---- | ---- | ---- | ---- | ---- | ---- | ---- | ---- | ---- | ---- | ---- | ---- | ---- |
| Становништво | 1792 | 1754 | 1709 | 1662 | 1646 | 1609 | 1603 | 1558 | 1542 | 1535 | 1535 | 1497 | 1520 | 1490 | 1496 | 1491 | 1496 | 1487 | 1486 | 1491 | 1487 | 1466 | 1440 | 1419 | 1426 | 1397 |